# Застава Српске православне цркве
Застава Српске православне цркве јесте хоризонтална црвено, плаво, бела тробојка која у средини садржи златни крст и четири златна огњила.

## Галерија
- Застава Канаде и застава СПЦ на улазу у Манастир Светог Преображења Господњег